# The Wizard of Oz
The Wizard of Oz is een Amerikaanse musical/fantasyfilm uit 1939, gebaseerd op het beroemde gelijknamige boek van L. Frank Baum. De film is geregisseerd door Victor Fleming. Hoofdrollen worden vertolkt door Judy Garland, Ray Bolger, Jack Haley, Bert Lahr en Frank Morgan. De film is een productie van Metro-Goldwyn-Mayer.
De film geldt tegenwoordig als de bekendste verfilming van Baums boek, en als een van de beroemdste films aller tijden. Hij wordt met een zekere regelmaat op televisie vertoond, dikwijls rond de feestdagen. Alleen de remake uit 1978, The Wiz (die in tegenstelling tot deze film minder geld opbracht dan zijn budget en door critici werd afgekraakt), komt enigszins in de buurt.

## Kleuren
De film valt op door het voor die tijd revolutionaire gebruik van kleur. De scènes die spelen in het Kansas van de depressie zijn gefilmd in zwart-wit (eigenlijk sepia), terwijl de scènes in het magische land van Oz in heldere, toverachtige kleuren zijn.
In de film is een scène te zien waarin de hoofdpersoon van de wereld in zwart-wit over gaat naar de magische wereld in kleur. Deze overgang kon niet met technische middelen opgelost worden. Voor de overgangsscène werd het decor dat Kansas voorstelt zwart met wit geschilderd terwijl het decor erachter gekleurd was. We zien dan een meisje als stand-in die ook zwart met witte kleren aan heeft die de deur opent en als de camera naar buiten beweegt zien we Judy Garland in kleur verschijnen. Op die manier lijkt het net of ze van een zwart-witte wereld naar een kleurenwereld loopt.

## Verhaal
De film draait om de 15-jarige Dorothy Gale, die met haar tante Em, haar oom Henry en haar hondje Toto in een boerderij in het Amerikaanse Kansas woont. Wanneer op een dag een tornado hun huis treft, kunnen Dorothy en Toto als enigen niet op tijd in de schuilkelder onder het huis komen. Ze zijn gedwongen in het huis zelf te schuilen. Het huis wordt door de tornado echter weggeblazen naar het magische land van Oz.
Kort na haar aankomst in Oz blijkt dat Dorothy onbedoeld een slechte heks (de boze heks van het oosten) heeft uitgeschakeld omdat haar huis bovenop haar is geland. Glinda, een goede 
heks (van het noorden), geeft Dorothy de magische schoenen van de gedode heks omdat deze Dorothy beschermen tegen de slechte heks van het westen, de zus van de heks die ze net gedood heeft. Tevens vertelt ze Dorothy dat, als ze ooit nog terug wil keren naar Kansas, ze de hulp moet verkrijgen van de grote tovenaar van Oz ("The Wonderful Wizard of Oz").
Dorothy maakt de tocht naar de tovenaar. Onderweg naar de tovenaar maakt zij nieuwe vrienden die om uiteenlopende redenen ook de tovenaar willen bezoeken: een vogelverschrikker die hersens nodig heeft, een blikken man die graag een hart wil, en een bange leeuw die hoopt dat de tovenaar hem meer moed kan geven. Deze hebben ieder voor zich hun beperkingen, maar vormen gezamenlijk een hechte groep, geleid door Dorothy. Later ontwikkelen zij zich tot trouwe bondgenoten.
Uiteindelijk vinden ze de tovenaar, maar die wil hun wensen enkel inwilligen als ze hem eerst de bezem van de slechte heks van het westen brengen. De groep begeeft zich naar haar kasteel, waar Dorothy – na een gevecht met de soldaten van de heks – de heks per ongeluk verslaat door water over haar heen te gooien, waardoor de heks smelt.
Terug bij de tovenaar blijkt echter dat deze helemaal geen tovenaar is maar een gewone man die, net als Dorothy, uit Kansas komt. Hij is in Oz beland door een ongeluk met een op hol geslagen luchtballon. Toch slaagt hij erin, ondanks zijn gebrek aan toverkunst, de leeuw, de vogelverschrikker en de blikken man te geven wat ze hebben willen. Vervolgens biedt hij Dorothy aan om haar terug te brengen naar Kansas met dezelfde ballon die hem naar Oz heeft gebracht. Dit plan mislukt wanneer Toto op het laatste moment uit de mand springt en Dorothy hem achterna rent, waardoor de ballon zonder haar vertrekt. Dan duikt Glinda echter weer op en onthult dat Dorothy met behulp van de schoenen huiswaarts kan keren. Met hulp van Glinda slaagt Dorothy hierin.

## Rolverdeling

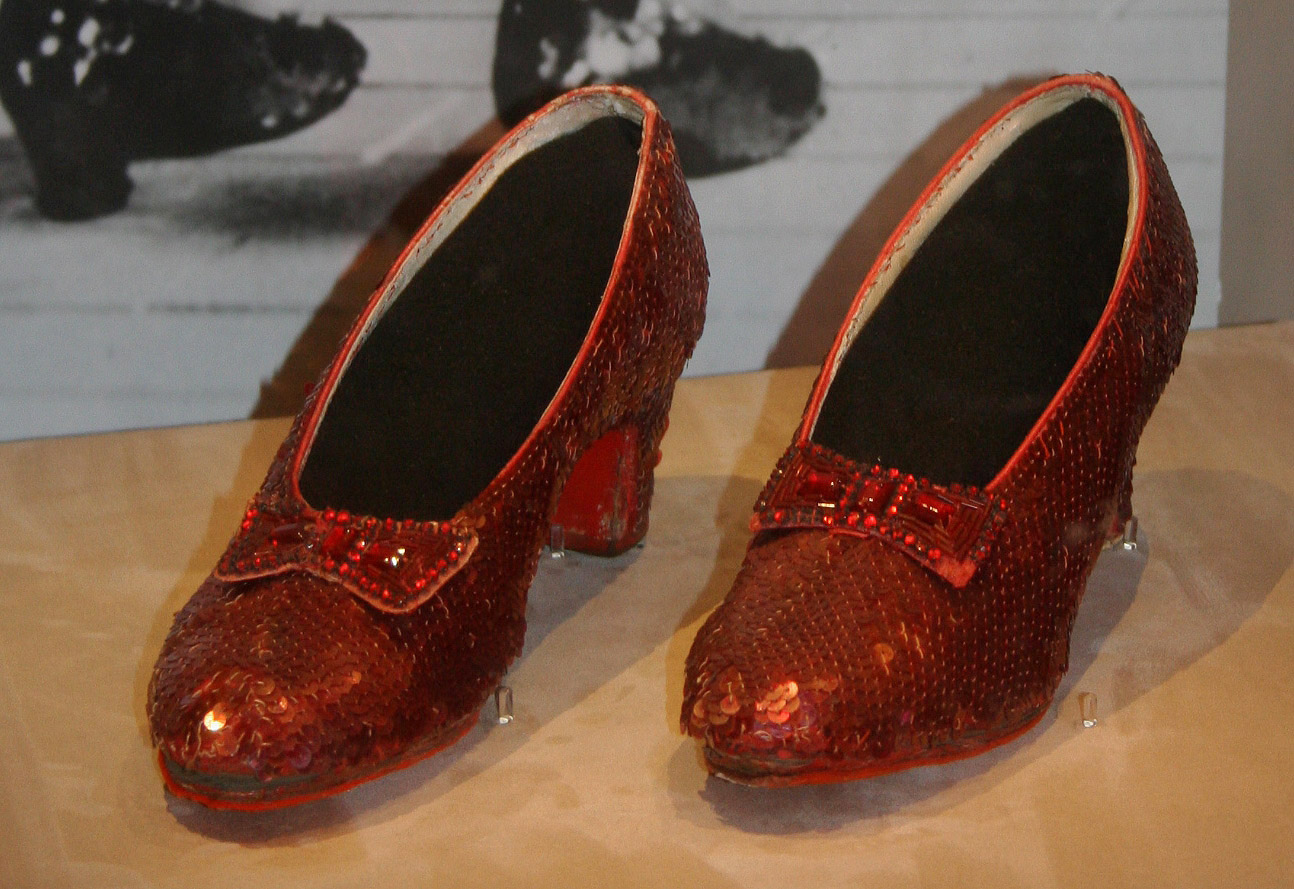
Deze rode schoentjes werden gedragen door Judy Garland

| Acteur            | Personage                                |
| ----------------- | ---------------------------------------- |
| Judy Garland      | Dorothy Gale                             |
| Frank Morgan      | de Tovenaar van Oz en vier andere rollen |
| Ray Bolger        | Huck & de vogelverschrikker              |
| Bert Lahr         | Zeke & de leeuw                          |
| Jack Haley        | Hickory & de tinnen man                  |
| Billie Burke      | Glinda (de goede heks)                   |
| Margaret Hamilton | Miss Gulch & de slechte heks             |
| Charley Grapewin  | Oom Henry                                |
| Pat Walshe        | Nikko (de hoofdaap van de slechte heks)  |

## Achtergrond

### Verschillen met het boek
Veel details uit het boek zijn in de film weggelaten of aangepast, zoals veel van de gevaren die Dorothy onderweg tegenkomt. De personages Glinda en de goede heks van het noorden zijn in de film een en dezelfde.
De kleur van Dorothy's schoenen moest vanwege het gebruik van het nieuwe technicolor-proces waarmee de film werd ingekleurd worden veranderd van zilver naar rood.
De rol van de slechte heks uit het westen is in de film juist groter dan in het boek. In het boek komt ze in slechts 1 hoofdstuk voor, maar in de film is ze bijna het hele verhaal de primaire antagonist.
In de film lijkt het op 't eind alsof Oz slechts in Dorothy's fantasie bestaat en ze alles slechts gedroomd heeft. Dit verklaart onder andere waarom veel van de personages in Oz sterk lijken op mensen die Dorothy in het echte leven kent. In het boek wordt duidelijk vermeld dat Oz wel degelijk een echt bestaande plaats is, waar Dorothy in latere verhalen een paar keer naar terugkeert.

### Productie
De productie van de film kwam op gang toen na het succes van de Disneyfilm Sneeuwwitje en de zeven dwergen gebleken was dat films gebaseerd op kinderboeken en fantasyverhalen succesvol konden zijn. De filmrechten op De Tovenaar van Oz waren aanvankelijk in handen van Samuel Goldwyn, maar hij verkocht ze aan MGM nadat zijn eigen pogingen om het boek te verfilmen op niets uitdraaiden.
Het kiezen van de rollen bracht ook problemen met zich mee. Voor de rol van Dorothy werd gedacht aan Deanna Durbin, maar zij stond onder contract bij Universal Studios. Ray Bolger werd aanvankelijk ingehuurd als de tinnen man, maar mocht op zijn aandringen de rol van de vogelverschrikker spelen. Gale Sondergaard werd ingehuurd als de slechte heks van het westen, maar verliet de opnames toen bleek dat haar personage was veranderd van een knappe vrouw naar een lelijke, groene heks.
De opnames waren niet zonder gevaar. Actrice Margaret Hamilton liep brandwonden op tijdens de scène waarin ze moest verdwijnen omgeven door vuur. Nadat Bolger de rol van de vogelverschrikker kreeg, werd Buddy Ebsen ingehuurd voor de rol van de tinnen man. De opnames liepen voor hem echter bijna fataal af. Voor de grime van zijn personage werd namelijk aluminium-poeder gebruikt. Iederere keer als hij werd geschminkt, ademde Ebsen dit poeder in. Dit met het gevolg dat hij na een kleine twee weken zwaar last kreeg van zijn longen. Hij moest langdurig in het ziekenhuis worden opgenomen.
Het script van de film onderging tijdens de productie flink wat veranderingen. Aanvankelijk bestond het idee om alle magische elementen in het verhaal af te zwakken of zelfs geheel weg te laten, uit angst dat de film anders niet zou aanslaan. Het uiteindelijke script werd grotendeels geschreven door Noel Langley, met aanpassingen door Victor Fleming en John Lee Mahin.
De film maakt voor de kleur gebruik van een nieuwe vorm van technicolor. Het gebruik van kleur in de film bracht uitdagingen mee, die gevolgen hadden voor de film. Toen door de ziekenhuisopname van Ebsen de productie stil kwam te liggen (er moest immers gezocht worden naar een vervangende acteur en een veiligere methode van grimeren), werd het tot dan toe geschoten materiaal kritisch bekeken. De conclusie was dat het zo niet goed ging; de film leek veel te gehaast opgenomen te worden. De regisseur werd vervangen (in totaal waren er vier regisseurs bij de film betrokken) en de algehele aanpak veranderd. Er werd helemaal opnieuw begonnen, om het wel goed te krijgen.

### Muziek
The Wizard of Oz is vooral bekend om zijn muziek. De nummers in de film zijn gecomponeerd door Harold Arlen en E.Y. "Yip" Harburg. De achtergrondmuziek is gecomponeerd door Herbert Stothart. De ingezongen nummers werden allemaal opgenomen vóórdat de opnames van de film zelf begonnen, dus toen Buddy Ebsen nog deel uitmaakte van de acteurs. Derhalve is Ebsens zangstem nog wel in de film te horen. Zijn stem is duidelijk te herkennen daar zijn vervanger, Jack Haley, met een Boston-accent praat en bovendien de “r” in “wizard” nooit uitspreekt.

### Uitgave en ontvangst
The Wizard of Oz ging op 12 augustus 1939 in première in het Strand Theatre in Oconomowoc, Wisconsin. De film bracht dat jaar 3 miljoen dollar op, tegen een productiebudget van 2,8 miljoen dollar. Bij de heruitgave in 1949 bracht de film nog eens 1,5 miljoen dollar op. In de jaren erop is de film nog een paar maal opnieuw uitgebracht in bioscopen, waaronder in 1999 in Australië ter gelegenheid van het 60-jarig bestaan van de film.
De eerste televisievertoning van de film was op 3 november 1956 op CBS. De vertoning op televisie hielp de film zijn huidige cultstatus te bereiken.
Van de acteurs die aan de film meewerkten, maakte alleen Frank Morgan niet mee hoe de film zijn reputatie verkreeg. Hij stierf in 1949. De laatste hoofdrolspeler uit de film die stierf was Ray Bolger, in 1987. Buddy Ebsen herstelde van zijn bijna fatale ongeluk met het aluminiumpoeder. Hij overleefde alle hoofdrolspelers met bijna 16 jaar.
In 1989 werd de film opgenomen in het National Film Registry. In 2007 werd de film geregistreerd op UNESCO's Werelderfgoedlijst voor documenten.

### Vervolgen
- In 1974 verscheen de animatiefilm Journey Back to Oz als vervolg op de film uit 1939.
- In 1985 kwam Disney met een onofficieel vervolg op de film getiteld Return to Oz. Deze werd matig ontvangen door critici.
- In 2013 verscheen Oz the Great and Powerful. Deze prequel gaat over de avonturen van Oscar, de latere Wizard of Oz.

## Prijzen en nominaties
De film haalde een paar Oscars, in het jaar dat die vooral werden gewonnen door Gone with the Wind. The Wizard of Oz, die in zeven categorieën werd genomineerd, won een Academy Award voor Beste Originele Nummer (Over the Rainbow) en een Academy Award voor Beste Originele Muziek. Judy Garland kreeg de speciale "Academy Award voor de Jeugd".
De film wordt tevens genoemd op verschillende lijsten van het American Film Institute:
- 1998 AFI's 100 Years... 100 Movies, nr. 6
- 2001 AFI's 100 Years... 100 Thrills, nr. 43
- 2003 AFI 100 jaar... 100 helden en schurken:
  - Wicked Witch of the West, schurk, nr. 4
- 2004 AFI's 100 Years... 100 Songs:
  - "Over the Rainbow", nr. 1
  - "Ding Dong the Witch is Dead", nr. 82
- 2005, AFI's 100 Years... 100 Movie Quotes:
  - "Toto, I have a feeling we're not in Kansas anymore", nr. 4
  - "There's no place like home", nr. 23
  - "I'll get you, my pretty and your little dog, too", nr. 99
- 2006 AFI's 100 Years of Musicals, nr. 3
- 2006 AFI's 100 Years... 100 Cheers, nr. 26
- 2007 AFI's 100 Years... 100 Movies (10th Anniversary Edition), nr. 10
- 2008 AFI's 10 Top 10, nr. 1 fantasyfilm

## Trivia
- Margaret Hamilton, die de boze heks van het Westen speelde, signeerde haar fanmail altijd met WWW (Wicked Witch of the West).
- Een exemplaar van het blauwgeblokte jurkje dat Dorothy (Judy Garland) droeg, werd op 9 november 2012 in Beverly Hills geveild. Het bracht bijna een half miljoen dollar op. Een ander exemplaar was gelijktijdig te zien in het Victoria and Albert Museum, waar ook de originele schoenen van Garland worden bewaard.
- In april 2013 werd een liedje uit de film, "Ding dong the witch is dead" plotseling een hit na het overlijden van de Britse oud-premier Margaret Thatcher. Voor het eerst in de geschiedenis van de grammofoonplaat stond een opname van meer dan 70 jaar oud bovenaan de hitparade in het Verenigd Koninkrijk.